# Survival horror

Resident Evil стала класикою ігор жаху і визначила риси жанру

Survival horror (вимова [sɚˈvaɪvəl ˈhɔɹɚ], сурва́йвал-хо́рор — укр. виживання серед жаху) — жанр відеоігор, натхнений літературою та фільмами жаху, що з'явився на початку й сформувався до кінця 1990-х років. Ігри цього жанру найчастіше являють собою комбінацію пригодницького бойовика з фіксованими ракурсами камери, що включають у себе різні специфічні складові, які сприяють відповідній атмосфері.

## Загальні принципи

### Основні
Однією з унікальних рис жанру є те, що він більшою мірою визначається загальною атмосферою гри, ніж ігровою механікою. SH асоціюється як з геймплеєм «японської мізантропічної школи»: Resident Evil, Silent Hill, так і слешерними масовими розчленуваннями у дусі «американської гілки», як-то Dead Space чи Clive Barker's Jericho, де гравець стає швидше катом аніж жертвою. До третього різновиду відносяться квестові горори на кшталт Penumbra.
Усі ігри цього жанру об'єднують теми страху, парапсихологічної містики, жорстокості тощо, що дозволяє визначити поняття жанру більше як загальний настрій гри, ніж якусь певну ігрову механіку.
Аналогічно до фільмів жаху, ігри SH переважно є психологічними трилерами з атмосферою в стилі саспенс. У той же час бойовики зі зовнішніми ознаками (монстри, паранормальний сюжет) за відсутності атмосфери до жанру можуть не належати.

### Ігровий процес

Використання кінематографічної камери — всередині приміщень з класичним ракурсом «з-за спини» у грі Silent Hill

До основних рис survival horror належать такі: по-перше, гравець озброєний досить скромно (на відміну від шутерів), а також має досить обмежені фізичні можливості — як правило, у горорах персонаж може тільки ходити, бігати й підніматися на невеликі підвищення, а такі здібності як стрибки, перекиди та інші складніші прийоми (у тому числі — стрільба на бігу) йому недоступні. У низці випадків протагоніст погано володіє зброєю (стрільба неточна, удари холодною зброєю — неспритні й слабкі). По-друге, нерідко горори мають ряд кінематографічних ефектів — наприклад, у багатьох випадках камера фіксована й показує персонажа збоку (втім, як виняток можна навести в приклад Silent Hill, де використовується як і кінематографічна камера — усередині приміщень — так і класичний ракурс «за спиною»). Третьою досить розповсюдженою ознакою горор-ігор є відсутність можливості зберігати гру в будь-якому місці — це стосується до Silent Hill, Resident Evil і деяких інших ігор (у сучасних горорах спостерігається тенденція відходу від цієї традиції). Часто для просування по грі, гравець повинен вирішувати різноманітні головоломки, які можуть складати навіть більшу частину ігрового процесу, порівняно з бойовою частиною. У зв'язку з цим, в survival horror персонаж має інвентар, який звичайно розташований на окремому ігровому екрані, де відображені предмети, які персонаж носить із собою та з якими може здійснювати якісь дії. Інший частий елемент: сильно обмежена кількість ресурсів (медикаменти, боєприпаси) і через це — постійна необхідність їх економити (звідси й «виживання» у назві). Для посилення почуття занепокоєння, дія гри звичайно відбувається в замкненому, стиснутому просторі з низькою видимістю (підземелля, будинки, вузькі вулички міста).

## Розвиток жанру

Знімок екрана Dead Space

Survival horror сформувався наприкінці 90-х, відколи почали виходити його яскраво виражені зразки, надалі, майже кожну з ігор «першої хвилі» в той чи інший час визначали як «праотців жанру». Це зокрема двомірна рольова гра Sweet Home Capcom, Project Firestart Dynamix (1989) і Haunted House (1981) від Atari. Першим 3D горором є Alone in the Dark (1992), створений компанією I-Motion. Інтерактивність, з активним застосуванням кат-сцен, додала D (1995).
Позначення жанру як «Survival horror» уперше було використано в Resident Evil (1996) (саме в RE уперше з'явилася фраза, що стала у своєму роді класичною, «Welcome into the world of Survival Horror» — «Ласкаво просимо в світ Survival Horror» (у другій частині гри фраза з'явилася у відповідно зміненому вигляді: «Welcome again into the world of Survival Horror» — «Ще раз ласкаво просимо в світ Survival Horror»)). Відтоді термін використовувався для позначення ігор схожої тематики, у тому числі й тих, які були випущені до Resident Evil.
Однією з наступних помітних ігор жанру Survival horror з'явилася Nocturne, що вийшла в 1999 році й створена американськими розробниками фірми Terminal Reality. Сюжет гри обертався навколо секретної урядової організації за назвою Spookhouse, яка займалася пошуками й знищенням різних надприродних істот. У цей же час японські розробники компанії Konami випустили інший, не менш яскравий зразок жанру, який своїм успіхом затьмарив Nocturne і став початком серії ігор з однойменною назвою — Silent Hill. Дія гри проходила в американському місті-примарі Сайлент Гілл, куди письменник Гаррі Мейсон потрапив у результаті автомобільної аварії. По ходу сюжету Гаррі довідається про страшний ритуал, що змінив місто раз і назавжди.
Немалий внесок у розвиток жанру зробила гра Blair Witch Project, яка була створена за мотивами фільму Відьма із Блер, а також її наступні продовження — Legend Of Coffin Rock і Elly Kedward Tale.
Нерідко розробниками використовується ідея горор-шутера, де гравець має протистояти численним супротивникам, керованим штучним інтелектом (Jericho, F.E.A.R., Dead Space тощо), однією з перших котрих була Resident Evil 4. Елемент страху й жаху в грі не був утрачений, але часом посувався на другий план.

## Найвизначніші ігри
Важливі ігри для жанру
- Haunted House (1981): прабатько жанру survival horror.
- Sweet Home (1989): перша подоба ігор жанру survival horror.
- Alone In the Dark (1992): перша повноцінна survival horror гра, що заклала основи жанру й перша гра жанру, що використовує тривимірні моделі. Гра заклала основи геймплея й функції камери. Ігровий світ гри заснований на творчості американського письменника Говарда Філіпса Лавкрафта.
- The Dark Eye (1995): квест горор-жанру, заснований на творчості Едгара По. Зовнішньо гра являє собою сполучення 3D графіки, пластилінової анімації й уривків відео. Завдяки нешаблонному інтерфейсу, сюжету, і персонажам, винятковість цієї гри стала її сильною рисою.
- Resident Evil (1996): перша гра, що вийшла з позначкою «survival horror» й стала яскравішою, ніж її прабатьки. У грі був змінений інвентар, більш пророблений сюжет і включені загадки, що стало згодом невід'ємною частиною жанру.
- House of the Dead (1998): перший представник відгалуження від жанру survival horror — survival shooter.
- Silent Hill (1999): один з найяскравіших представників жанру, що надає гравцеві відносну свободу дій і залежно від дій зміну кінцівки.
- Aliens versus Predator (1999): похмура атмосфера фільмів «Чужі» і «Хижак», різноманітний геймплей і тривимірна графіка — роблять гру яскравим представником жанру survival shooter.
- Clive Barker's Undying (2001): горор шутер від першої особи 2001 року. У розробці брав участь знаменитий автор романів жахів Клайв Баркер.
- Forbidden Siren (2003): горор-гра від творців оригінального Silent Hill, що робить особливий акцент на stealth-елементи у ігровому процесі.
- F.E.A.R. (2005): один з яскравих представників жанру surviver shooter. Уся гра відбувається від першої особи й камера ніколи не показує гравця з боку. Усі події в грі взаємозалежні лінійним сюжетом, але є тимчасові інтервали між епізодами. Гра часто критикується за «коридорний» дизайн рівнів і відсутність відкритих приміщень. Лише в деяких локаціях дія відбувається на відкритому просторі. З іншого боку, закриті приміщення звичайно являють собою систему кімнат, пов'язаних між собою. Це дає гравцеві можливість нападати на ворога з різних боків, втім такою ж тактикою ведення бою може скористатися й ворог.
- Resident Evil 4 (2005): перший survival horror, у якому геймплей переплітається з екшеном від третьої особи.
- Pathologic (2005): має в собі елементи survival horror, пропонуючи нетрадиційний нелінійний психоделічний сюжет.
- Dead Space (2008): гра, створена за мотивами фільмів Космічна одіссея 2001 року (фільм), Чужий, Щось, Загублені в космосі і Горизонт Подій і в основному за мотивами гри System Shock 2.
- The Suffering — острів-тюрма, з якого головний герой Torque намагається втекти.
- Call of Cthulhu: Dark Corners of the Earth (2006) — гра наповнена реалістичними сценами психічної нестабільності. Створена за творами Лавкрафта.
- Amnesia: The Dark Descent (2010) — чистий хорор від творців Penumbra. Основним горор-моментом є неможливість протистояти ворогам.
- Slender: The Arrival — побудована на основі персонажу Інтернет-фольклору на ім'я Slender Man.
- State of Decay — одна з найкасовіших Xbox 360 ігор.
- Outlast — горор від компанії Red Barrels.
- The Evil Within — класичний SH від розробника Resident Evil Шінджі Мікамі.

Важливі серії ігор
- Серія Alone In the Dark: головний піонер стелс геймплея, що заклав його основи.
- Серія Dino Crisis: один із головних законодавців жанру survival horror. Рішення внесені в серії Dino crisis надалі використовувалися в інших іграх Capcom. Зокрема: Вибір дії сценарію, міні гра з натисканням кнопок так само надалі використовувалася в багатьох Horror іграх, включаючи Resident evil 4.
- Серія Clock Tower
- Серія Ecstatica
- Серія Evil Dead
- Серія ObsCure
- Серія Blair Witch
- Серія Penumbra
- Серія Silent Hill: головною особливістю даної ігрової серії як представника жанру survival horror, та і як відеоігри взагалі, є неймовірно складний сюжет, що містить у собі величезну кількість нерозривно переплетених деталей, а також дивно глибокий психологізм. Ігри цього серіалу вважаються одними із найкращих представників жанру survival horror. Вони поєднують у собі «брутальний» підхід із психологізмом, оригінальним і багатоплановим сюжетом, унікальним дизайном і похмурою атмосферою.
- Серія Forbidden Siren
- Серія Resident Evil: ігри серії внесли величезний вклад в розвиток жанру survival horror.
- Project Zero, в США також відома як Fatal Frame: одна із найнезвичніших серій у жанрі, геймплей якої будується на фотографуванні привидів, що в результаті веде до перемоги над ними; фабула гри будується на історіях про привидів, екзорцизмі та синтоістських ритуалах.
- BioForge (PC, 1995)
- Vampire Hunter D (PlayStation, 2000)

Horror Шутери
Різновид шутерів, у яких геймплей побудований на тому ж, що й геймплей Survival horror.
- System Shock, System Shock 2
- Blood
- Nosferatu: The Wrath of Malachi
- Cold Fear
- The Suffering
- The Suffering: Ties That Bind
- Condemned: Criminal Origins, Condemned 2: Bloodshot
- The Thing
- Land of the Dead: Road to Fiddler's Green
- Clive Barker's Undying
- Clive Barker's Jericho
- Анабіоз: Сон розуму
- You Are Empty

Horror Адвенчури
- Martian Gothic Unification
- Call of Cthulhu: Dark Corners of the Earth
- Scratches
- Darkness Within
- Necronomicon